# آخرین بازمانده از ما قسمت ۱
آخرین بازمانده از ما قسمت ۱ (به انگلیسی: The Last of Us Part I) یک بازی اکشن-ماجراجویی است که در سال ۲۰۲۲ توسط ناتی داگ توسعه یافته و سونی اینتراکتیو انترتینمنت آن را منتشر کرده است. این بازی، نسخه بازسازی‌شده از آخرین بازمانده از ما است که در سال ۲۰۱۳ عرضه شده بود. در این بازسازی، گیم‌ پلی بازی بهبود یافته که شامل مبارزات و اکتشافات پیشرفته‌تر و گزینه‌های دسترسی گسترده‌تر می‌شود. بازیکنان جوئل را کنترل می‌کنند که وظیفه دارد الی جوان را در سراسر ایالات متحده پس از آخرالزمان همراهی کند و از او در برابر موجودات آدمخواری که به یک گونه جهش‌یافته از قارچ سرچماقی‌ها آلوده شده‌اند، محافظت کند. این بازی همچنین شامل بازسازی بسته الحاقی آخرین بازمانده از ما: رهاشده است که داستان الی و بهترین دوستش رایلی را دنبال می‌کند.
توسعه بازی توسط کارگردان بازی متیو گالانت و کارگردان خلاق شاون اسکایگ رهبری شد که جایگزین کارگردانان اصلی بروس استریلی و نیل دراکمن شدند. قسمت اول برای استفاده از سخت‌افزار به‌روزرسانی‌شده، بازسازی شد و برای همگام شدن با دیدگاه تیم توسعه‌دهنده اصلی، به انیمیشن‌های جدید، کارگردانی هنری نوین و مدل‌سازی مجدد شخصیت‌ها نیاز داشت. صحنه‌های سینمایی و نقاط عطف داستانی، برای شناسایی عناصر اصلی داستان و جهت‌گیری و هدف اصلی آن‌ها، به دقت بررسی و تحلیل شدند. تیم توسعه، با بهره‌گیری از موتور بازی، آخرین بازمانده از ما قسمت ۲ (۲۰۲۰)، روند بازی، فناوری‌ها و ویژگی‌های دسترسی را گسترش داد. قسمت اول از توضیحات صوتی، صدای سه‌بعدی، بازخورد لمسی و محرک‌های تطبیقی کنترلر دوال‌سنس پشتیبانی می‌کند.
آخرین بازمانده از ما قسمت ۱ در سپتامبر ۲۰۲۲ برای پلی‌استیشن ۵ منتشر شد. این بازی نقدهای مثبتی از منتقدان دریافت کرد که پیشرفت‌های گرافیکی، انیمیشن‌های چهره، هوش مصنوعی و گزینه‌های دسترسی، صدا و ویژگی‌های اضافه شده در کنترلر آن را تحسین کردند. واکنش‌ها به روند بازی و طراحی آن متفاوت بود و و برخی از منتقدان، با توجه به قیمت بازی، لزوم بازسازی آن را زیر سوال بردند. این بازی موفق به دریافت جایزه از انجمن جلوه‌های بصری شد و نامزدی در گیم آواردز ۲۰۲۲ و جوایز گلدن جوی‌استیک را کسب کرد. انتشار نسخه ویندوز در مارس ۲۰۲۳ با مشکلات عملکردی همراه بود و نظرات متفاوتی دریافت کرد. این بازی تا مارس ۲۰۲۴ بیش از دو میلیون نسخه فروش داشته است.

## روند بازی

آخرین بازمانده از ما قسمت ۱ (سمت راست) نسخه بازسازی شده آخرین بازمانده از ما (سمت چپ) است که دارای گیم پلی اصلاح شده، مدل‌های شخصیتی به روز شده و جلوه‌های نوری بهبود یافته است.

بازی آخرین بازمانده از ما قسمت ۱ بازسازی بازی ویدئویی آخرین بازمانده از ما است که در سال ۲۰۱۳ منتشر شد.
این بازی در سبک اکشن-ماجراجویی بوده و از زاویه دید سوم‌شخص روایت می‌شود.
بازیکن در محیط‌های پسا-آخرالزمانی بازی برای پیشبرد داستان حرکت می‌کند و از سلاح‌های گرم، سلاح‌های دست‌ساز، مبارزه‌های تن‌به‌تن و مخفی‌کاری برای دفاع در برابر انسان‌های متخاصم و موجودات آدم‌خوار موسوم به «آلوده‌شده‌ها» استفاده می‌کند. این موجودات توسط نوعی قارچ جهش‌یافته به نام سرچماقی‌ها آلوده شده‌اند.
بازی «آخرین بازمانده از ما: قسمت اول»:
داستان شخصیت اصلی، جوئل، را روایت می‌کند که یک دختر نوجوان به نام الی را در طول سفرشان در ایالات متحده همراهی می‌کند.
در بخش زمستانی بازی، کنترل شخصیت الی به بازیکن داده می‌شود و در ابتدای بازی نیز به صورت مختصر کنترل دختر جوئل، سارا، در دست بازیکن است.
در بسته الحاقی «آخرین بازمانده از ما: رها شده»، بازیکن کنترل شخصیت الی را برعهده دارد که وقت خود را با بهترین دوست و معشوقه‌اش، رایلی ابل، می‌گذراند. حالت چندنفره آنلاین بازی اصلی در نسخه بازسازی‌شده حذف شده و داستان بازی بدون هیچ تغییری باقی مانده است.
این نسخه بازسازی‌شده دارای روند بازی بهبودیافته شامل سیستم مبارزه و کاوش ارتقایافته است.
هوش مصنوعی بازطراحی شده به شخصیت‌های غیرقابل‌بازی (NPC) بیشتری امکان حضور در صحنه را می‌دهد و دشمنان رفتار تهاجمی‌تر و تاکتیکی‌تری نسبت به نسخه اصلی دارند. دشمنان آلوده به ویروس نیز تغییراتی در روند بازی داشته‌اند، از جمله انیمیشن‌های جدید برای دسته استاکرها و حرکت حمله‌ای برای بلوترها. ویژگی‌های جدید روند بازی شامل حالت مرگ دائمی (Permadeath)، حالت تمرکز بر رکورد سرعت (Speedrun)، و لباس‌های جدید برای جوئل و الی است. امکانات دسترسی بیشتر شامل کنترل‌های قابل تنظیم، صفحه‌خوان، اعلان‌های صوتی، توضیحات صوتی برای صحنه‌های سینمایی، و بازخورد لمسی در هنگام گفتگوهاست. همچنین، بازیکن می‌تواند درجه سختی را برای تغییر مقاومت دشمنان، کارایی مخفی‌کاری و میزان منابع موجود تنظیم کند. حالت عکاسی پیشرفته نیز با امکانات بیشتری مانند حرکت آهسته و مهمات بی‌نهایت به بازی اضافه شده است.
در نسخه پلی‌استیشن ۵، بازی از ویژگی‌های سخت‌افزاری مانند صدای سه‌بعدی و بازخورد لمسی و محرک‌های تطبیقی کنترلر دوال‌سنس استفاده می‌کند تا عملکردهایی مانند شلیک تفنگ یا کشیدن زه کمان را شبیه‌سازی کند. این بازی می‌تواند با وضوح ۴کی بومی و نرخ ۳۰ فریم بر ثانیه یا وضوح ارتقایافته با نرخ هدف‌گذاری‌شده ۶۰ فریم بر ثانیه اجرا شود. در صورت فعال‌سازی نرخ تازه‌سازی متغیر، هر دو حالت امکان فریم‌ریت نامحدود و بالای ۶۰ فریم بر ثانیه را فراهم می‌کنند.

## توسعه
بازی آخرین بازمانده از ما قسمت ۱ توسط استودیوی ناتی داگ توسعه یافته و توسط شرکت سونی اینتراکتیو انترتینمنت منتشر شده است. کارگردانی این پروژه بر عهده متیو گالانت به‌عنوان کارگردان بازی و شاون اسکایگ به‌عنوان کارگردان خلاق بود که به‌ترتیب جایگزین کارگردانان اصلی یعنی بروس استریلی و نیل دراکمن شدند. گالانت پیش‌تر به‌عنوان طراح سیستم‌های مبارزه در نسخه اصلی بازی و همچنین آنچارتد ۴: عاقبت یک دزد فعالیت داشت و سپس در آخرین بازمانده از ما قسمت ۲ به‌عنوان طراح ارشد سیستم‌ها و یکی از مسئولان اصلی ویژگی‌های دسترس‌پذیری ایفای نقش کرد. شاون اسکایگ نیز به‌عنوان تهیه‌کننده ارشد صحنه‌های سینمایی در نسخه اصلی آخرین بازمانده از ما فعالیت داشت که اولین تجربه کاری او در بازی‌سازی به‌شمار می‌رفت. او بعدها کارگردانی خلاق بازی آنچارتد: میراث گمشده را بر عهده گرفت و سپس به‌عنوان کارگردان خلاق و نویسنده بازی انتقام‌جویان در استودیوی کریستال داینامیکس فعالیت کرد. اسکایگ در آوریل ۲۰۲۱ دوباره به استودیوی ناتی داگ بازگشت. در تقسیم وظایف کارگردانی این پروژه، اسکایگ مسئولیت صحنه‌های سینمایی را بر عهده داشت. گالانت اشاره کرده است که در زمان توسعه نسخه بازسازی‌شده، به دلیل پدر شدن در این مدت، ارتباط عمیق‌تری با مضامین بازی نسبت به زمان ساخت نسخه اصلی پیدا کرده است. به گفته اسکایگ، تیم توسعه این بازسازی را به‌عنوان «یک نامه عاشقانه به طرفداران، به این مجموعه و به خودمان به‌عنوان توسعه‌دهنده» پیش برده‌اند. آنها احساس مسئولیت می‌کردند تا روح و کیفیت بازی را حفظ کنند.: ۰:۵۶  تعدادی از اعضای اصلی تیم خلاق آخرین بازمانده از ما قسمت ۱ نیز پیش‌تر در ساخت نسخه اصلی بازی مشارکت داشتند.
ناتی داگ امیدوار بود که بازسازی این بازی، امکان تجربهٔ متوالی بخش اول و دوم را بدون هیچ تفاوت تکنولوژیکی یا بصری فراهم کند. آن‌ها احساس می‌کردند که می‌توانند به مخاطبان جدیدی مانند بینندگان مجموعه تلویزیونی و بازیکنان جدید پلی‌استیشن ۵ دست پیدا کنند. بازسازی تا حدی از صحنه‌های فلش‌بک بخش دوم الهام گرفته بود؛ در این صحنه‌ها تیم، مناطق و دارایی‌های بازی اصلی را بازسازی کرده بود. گالانت گفت که چندین عضو تیم به این فکر افتادند که «اگر کل بازی به اندازهٔ آن صحنه‌های فلش‌بک زیبا بود، چقدر هیجان‌انگیز می‌شد». توسعه با انتقال بازی به موتور بازی‌سازی به‌روزرسانی‌شدهٔ قسمت ۲ بازی آغاز شد. این بازی برای استفاده از سخت‌افزار پلی‌استیشن ۵ بازسازی شد که نیازمند طراحی هنری جدید، انیمیشن و مدل‌های کاراکتر بود. پیشرفت‌های تکنولوژیکی و گرافیکی با هدف هماهنگی با دیدگاه تیم اصلی بازی انجام شدند. اسکایگ می‌خواست هر عنصر بازی باعث شود بازیکن احساس کند که در جهان بازی قرار دارد و غرق آن می‌شود. تیم در طول توسعه، هزاران «تصمیم کوچک» را بازنگری کرد، اشیایی را که بی‌اهمیت یا حواس‌پرت‌کننده بودند حذف کرد و آن‌هایی را که نیاز به بهبود داشتند با جزئیات بیشتری طراحی یا بازسازی کرد. مناطق بازی دوباره ارزیابی شدند تا مشخص شود آیا طراحی آن‌ها نتیجه محدودیت‌های فنی پلی‌استیشن ۳ بوده است یا خیر؛ و در مواردی که مناسب بود، برخی مناطق بازسازی یا با جزئیات بیشتری طراحی شدند.
توسعه‌دهندگان ویژگی‌های دسترس‌پذیری بازسازی‌شده را به‌عنوان بخشی مهم از نسخه بازسازی‌شده توجیه کردند. آن‌ها این ویژگی‌ها را که از قسمت دوم الهام گرفته شده بود (با توجه به اینکه قسمت اول در موتور قسمت دوم ساخته شده است) گسترش دادند. این ویژگی‌ها شامل سه پیش‌تنظیم می‌شد که تنظیمات پیشنهادی برای بازیکنانی که به کمک‌های شنیداری، حرکتی یا بصری نیاز دارند را پیکربندی می‌کرد. در طول توسعه بازی آخرین بازمانده از ما قسمت ۲، مشاور دسترس‌پذیری برای نابینایان، برندون کول، اشاره کرد که بازیکنان دارای اختلال بینایی زمینه‌های محیطی و تعاملات غیرکلامی بین شخصیت‌ها را از دست می‌دهند، اما جدول زمانی تولید، توانایی تیم را برای ارائه راه‌حل محدود کرد. گالنت این ایده را برای قسمت اول دوباره بررسی کرد و با شرکت Descriptive Video Works همکاری کرد تا توضیحات صوتی برای کات‌سین‌ها ایجاد کند. نوشتن و ضبط این توضیحات صوتی با دشواری‌هایی همراه بود، زیرا آن‌ها باید در حالی که زمینه و تم‌ها را حفظ می‌کردند اطلاعات را به‌طور مختصر منتقل می‌کردند. گزینه‌های ارتعاش قابل تنظیم با الهام از نقدی بر بازی آنچارتد: مجموعه میراث دزدان از وب‌سایت آیا می‌توانم آن را بازی کنم؟ ایجاد شد، که از نبود تنوع در این زمینه انتقاد کرده بود. تیم توسعه، بخش‌هایی از بازی را که مشکلات دسترس‌پذیری ایجاد می‌کردند (مانند بخش آرکید در رهاشده) شناسایی کرد و از چندین مشاور از جمله کول برای کمک دعوت کرد.
سیستم مبارزه، به‌ویژه مبارزه‌های نزدیک، با استفاده از ابزارهای توسعه‌ای که در بازی قسمت دوم به کار گرفته شده بود، تکامل یافت. تیم توسعه معتقد بود که سکانس‌های مبارزه در بازی اصلی کامل هستند و نیازی به بازنگری اساسی ندارند. آن‌ها از اضافه کردن قابلیت دمرو به روند بازی (ویژگی‌ای که در قسمت دوم اضافه شده بود) چشم‌پوشی کردند زیرا این قابلیت می‌توانست «روند بازی و فضای مبارزه» را از بین ببرد، چرا که بازی اصلی برای این قابلیت طراحی نشده بود. مکانیک جاخالی دادن که در قسمت دوم وجود داشت نیز حذف شد، زیرا اضافه کردن آن نیازمند بازطراحی حملات دشمنان و فضای روند بازی بود و همچنین می‌توانست حس تنگنا و تنش مبارزات را کاهش دهد؛ گالانت اشاره کرد که «جوئل اساساً باید حس متفاوتی نسبت به بازی با الی»، شخصیت قابل‌بازی در قسمت دوم، داشته باشد. محدودیت‌های سخت‌افزاری پلی‌استیشن ۳ تیم اصلی را مجبور کرد که برای سکانس‌های مبارزه «به صورت موقتی» طراحی‌هایی انجام دهند، از جمله برخی که از پیش اسکریپت شده بودند؛ پیشرفت‌های سخت‌افزاری در پلی‌استیشن ۵ به توسعه‌دهندگان این امکان را داد که درگیری‌های پویا ایجاد کنند و هوش مصنوعی دشمنان را برای بررسی و تحلیل با دقت بیشتری تنظیم کنند. فناوری هوش مصنوعی بنیادین بر اساس قسمت دوم توسعه داده شد. در حالی که بازی اصلی در برخورد با دشمنان به حداکثر هشت ان‌پی‌سی محدود بود و در نتیجه برخی ان‌پی‌سی‌ها در حضور دیگران بازیکن را نادیده می‌گرفتند پلی‌استیشن ۵ اجازه می‌دهد تا ۱۲۸ ان‌پی‌سی فعال روی بازیکن تمرکز کنند. در برخی موارد، بازی اصلی نمی‌توانست همزمان موجودات آلوده زن و مرد را در حال مبارزه نشان دهد، که این مشکل در بازسازی رفع شد. گالانت اشاره کرد که فناوری جدید، سکانس‌های روند بازی را غیرقابل‌پیش‌بینی‌تر کرده است.

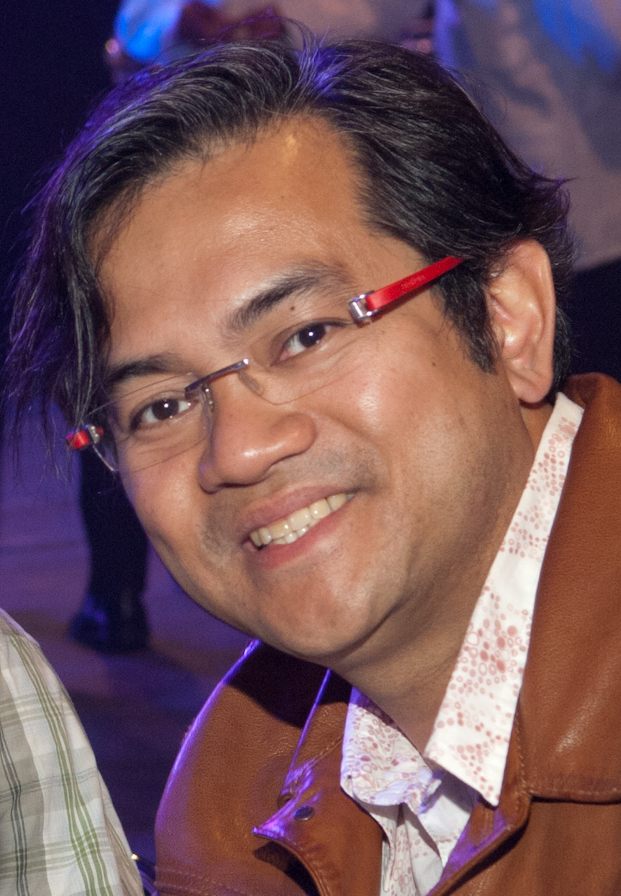
اریک پانگیلینان، کارگردان بازی اصلی، در همان نقش برای آخرین بازمانده از ما قسمت ۱ بازگشت.

بخش‌های بصری، بازی اصلی را مورد تحلیل قرار دادند تا درک بهتری از آن به دست آورند و منابع توسعه را بر مهم‌ترین صحنه‌ها و خطوط داستانی متمرکز کنند تا تأثیرگذاری آن‌ها به حداکثر برسد. به جای صرفاً بهبود گرافیک، تیم صحنه‌های سینمایی و ضرباهنگ‌های روایی بازی را بررسی کرده و از تکنیک‌های مدرن برای برجسته‌سازی لحظات داستانی استفاده کرد. اریک پانگیلیان، مدیر هنری، اطمینان حاصل کرد که تیم جهت‌گیری و هدف اصلی هر صحنه را به یاد داشته باشد؛ چرا که در برخی موارد در طول توسعه، هدف اصلی فراموش می‌شد و این امر بر دیگر صحنه‌ها تأثیر می‌گذاشت. چشم‌انداز بازی اصلی بر نمایش زیبایی‌های جهان بازی تأکید داشت، نه تصویری تاریک و ویران‌شهری؛ سباستین گرومن، مدیر هنری، احساس کرد که پلی‌استیشن ۵ این امکان را فراهم کرده تا این دیدگاه به شکلی واقعی‌تر محقق شود، به‌ویژه به دلیل مدل‌های پیچیده‌تر و سایه‌زن‌ها که کیفیت و حجم بیشتری به پوشش گیاهی می‌افزودند. شخصیت‌ها و محیط‌ها با افزایش تعداد چندضلعی‌ها (پالیگان‌ها) بهبود یافته‌اند. برای صحنه‌های سینمایی از داده‌های اصلی ضبط حرکت استفاده شد، اما انیمیشن چهره‌ها به‌طور کامل بازسازی شد تا شباهت بیشتری به اجراهای اصلی پیدا کنند. بازسازی بازی فرصتی مناسب برای گسترش برخی محیط‌ها بود، مانند اضافه کردن جزئیات و آیتم‌ها به دفاتر پشتی موزه بوستون و ایجاد تغییرات بصری در بخش دانشگاه برای القای حس خفقان بیشتر. تیم توسعه مجبور شدند برخی از افزودنی‌ها را حذف کنند، زیرا این تغییرات یا تجربه بازی را ارتقا نمی‌دادند یا با زمینه روایی هماهنگ نبودند؛ برای مثال، ابتدا درخت‌ها و پوشش گیاهی به شهر نظامی اضافه شده بود، اما وقتی تیم متوجه شدند که این تغییر با واقعیت محیط بازی تناسب ندارد، آن را حذف کردند.
اضافه شدن یک حالت اسپیدرانینگ توسط یکی از اعضای تیم که به این حوزه علاقه داشت پیشنهاد شد و توسعه‌دهندگان با اسپیدرانرهای حرفه‌ای مشورت کردند. «گالانت» معتقد بود که حالت «مرگ دائمی» تنش موجود در مبارزات بازی اصلی را افزایش می‌دهد. توسعه‌دهندگان از موتور تمپست پلی‌استیشن ۵ که تکامل‌یافته‌ای از فناوری پلی‌استیشن ۴ است برای ارائه صدای سه‌بعدی استفاده کردند. برنامه‌نویسان صدا بیش از یک سال را صرف بازطراحی موتور صدای ناتی داگ کردند، چرا که این موتور با ویژگی‌های موتور تمپست سازگار نبود. فرآیندهای آمیختن صدا و مسترینگ صدا به منظور وضوح و کیفیت بالاتر کاملاً بازطراحی شد. تیم توسعه‌دهنده بسیاری از صداهای بازی اصلی را حفظ کرد، چرا که آنها را نمادین می‌دانستند؛ برخی از صداهای بازضبط‌ شده شامل به‌روزرسانی‌های میزکار و صدای حرکت گروهی «آلوده‌ها» بود که برای اولین بار در قسمت دوم معرفی شدند. اجرای اصلی بازیگران نیز حفظ شد.

## انتشار
وجود یک بازسازی از بازی آخرین بازمانده از ما اولین‌بار در آوریل ۲۰۲۱ توسط جیسون شرایر از بلومبرگ نیوز گزارش شد. این گزارش ادعا کرد که بازی با کد «تی۱اکس» در استودیوی گروه پشتیبانی هنرهای بصری سونی آغاز شده بود، اما پس از پیوستن برخی از کارکنان به پروژه در سال ۲۰۲۰، به استودیو ناتی داگ منتقل شد. فهرستی از فروشگاه پلی‌استیشن که شامل یک تریلر و اطلاعات دربارهٔ بازی بود، در تاریخ ۹ ژوئن ۲۰۲۲ به‌طور پیش از موعد منتشر شد. بازی همان روز در رویداد سامر گیم فست برای پلی‌استیشن ۵ و ویندوز معرفی شد. واکنش‌ها به این اعلامیه متفاوت بود؛ برخی از روزنامه‌نگاران و بازیکنان انتشار مجدد این بازی پس از «آخرین بازمانده از ما: بازخلق شده» را غیرضروری دانستند و نسبت به قیمت ۷۰ دلاری آن ابراز تردید کردند.
ناتی داگ نسخه‌های ویژه‌ای را معرفی کرد که ارتقاهای درون بازی و مهارت‌های خاصی را ارائه می‌دهند. نسخه فیزیکی ویژه شامل یک قاب استیل‌بوک و مجموعه کمیک آخرین بازمانده از ما: رؤیای آمریکایی (منتشر شده در سال ۲۰۱۳) با جلد هنری جدید است. تمام آثار هنری اصلی و جلدها توسط دیوید بلات، که با نام Kopfstoff شناخته می‌شود، طراحی شده‌اند. او پس از شناخته شدن به خاطر فن آرت‌هایش از این بازی‌ها، به کار گرفته شد. نسخه انحصاری فایرفلای برای پلی‌استیشن ۵، که فقط در ایالات متحده عرضه شد، ظرف یک ساعت پس از اعلام آن به فروش رفت. این نسخه در زمان عرضه دوباره موجود شد، اما در عرض چند ثانیه باز هم به‌طور کامل فروخته شد. چندین بازیکن گزارش دادند که نسخه‌های فایرفلای خود را به دلیل بسته‌بندی ضعیف به صورت آسیب‌دیده دریافت کرده‌اند؛ در برخی موارد، شرکت سونی تخفیف یا بازپرداخت ارائه کرد، اما جایگزینی برای این نسخه‌ها ارائه نداد. برای نسخه ویندوز، فایرفلای در ایالات متحده و برخی کشورهای اروپایی در دسترس بود و شامل نسخه دیجیتالی بازی برای پلتفرم استیم می‌شد.
توسعه بازی تا ۱۱ ژوئیه ۲۰۲۲ به پایان رسید، زیرا بازی برای تولید ارسال شد. به گفته آنتونی واکارو، هنرمند اصلی محیط، این توسعه برخلاف چندین بازی قبلی ناتی داگ هیچ مشکلی نداشت. تریلر نهایی پیش از عرضه در ۲۴ اوت منتشر شد و بازی در تاریخ ۲ سپتامبر برای پلی‌استیشن ۵ عرضه گردید. نسخه آزمایشی دو ساعته بازی در تاریخ ۱۵ ژانویه ۲۰۲۳ برای اعضای پلی‌استیشن پلاس پریمیوم منتشر شد که همزمان با پخش قسمت اول اقتباس تلویزیونی آن بود. نسخه ویندوز که به‌طور مشترک با همکاری آیرون گلکسی توسعه یافته بود، در مراسم گیم اواردز در دسامبر ۲۰۲۲ با یک تریلر معرفی شد. این نسخه از تاریخ انتشار اولیه خود در ۳ مارس تأخیر خورد و در فوریه به تاریخ ۲۸ مارس منتقل شد. نسخه پلی‌استیشن ۵ در اکتبر ۲۰۲۴ به‌روزرسانی شد تا وضوح بالاتر و نرخ فریم بهتری را برای پلی‌استیشن ۵ پرو هدف قرار دهد.

## بازخورد

### نسخه پلی‌استیشن ۵
| گردآورنده | امتیاز |
| --------- | ------ |
| متاکریتیک | ۸۹/۱۰۰ |

| ناشر                    | امتیاز |
| ----------------------- | ------ |
| الکترونیک گیمینگ مانثلی | ۵/۵    |
| گیم رولیشن              | ۸/۱۰   |
| گیم‌اسپات                | ۸/۱۰   |
| گیمز ریدار+             | ۴/۵    |
| هاردکور گیمر            | ۴/۵    |
| آی‌جی‌ان                  | ۹/۱۰   |
| پوش اسکوئر              | ۸/۱۰   |
| وی‌جی۲۴۷                 | ۴/۵    |
| VideoGamer.com          | ۹/۱۰   |

نسخه پلی‌استیشن ۵ بازی آخرین بازمانده از ما قسمت ۱ طبق گفته وب‌سایت جمع‌آوری نقدها، متاکریتیک، نقدهای «عموماً مثبت» از منتقدان دریافت کرده است. این بازی به دلیل بهبودهای گرافیکی، انیمیشن‌های چهره به‌روز شده، هوش مصنوعی بهتر دشمنان و شخصیت‌ها، و همچنین امکانات بیشتر در دسترس‌پذیری، صدا و گزینه‌های کنترلر مورد تحسین قرار گرفت. با این حال، واکنش‌ها نسبت به گیم‌پلی و طراحی مراحل بازی متناقض بود. بسیاری از منتقدان این نسخه را نسخه نهایی و برتر بازی دانستند؛ تام آوری از وی‌جی۲۴۷ آن را «یکی از بهترین بازسازی‌هایی که تاکنون بازی کرده‌ام» نامید. چندین منتقد دربارهٔ ضرورت عرضه این بازی سؤال داشتند، به‌ویژه با توجه به قیمت آن و وجود نسخه آخرین بازمانده از ما: بازخلق شده؛ در مقابل، برخی منتقدان آن را با بازسازی یک فیلم در قالب اولترا اچ‌دی بلوری مقایسه کردند، که در صنعت سینما یک عمل پذیرفته‌شده است. حذف حالت چندنفره بازی توسط منتقدان مورد انتقاد قرار گرفت. جیسون فالکنر از مانداتوری عدم اضافه شدن محتوای داستانی را «یک فرصت بزرگ از دست رفته» توصیف کرد، و بلیک هستر از گیم اینفورمر معتقد بود که فقدان تغییرات روایی باعث شده که نمایش مضامین قدیمی بازی بیشتر به چشم بیاید.
لوک رایلی از آی‌جی‌ان این بازی را یک نمایش گرافیکی مؤثر برای پلی‌استیشن ۵ دانست. مایکل گوروف از الکترونیک گیمینگ مانثلی نوشت در حالی که بازی اصلی نحوه‌ای که بازیکنان یک دنیای پسا-آخرالزمانی را تصور می‌کردند به تصویر می‌کشید، سبک هنری و گرافیک‌های نسخه بازسازی‌شده بیشتر شبیه به دیدگاه جوئل یا الی از جهان است: «پوشیده از گیاهان و دلگیر… اما می‌تواند زیبا یا حتی معمولی نیز باشد.» اندرو وبستر از ورج گرافیک بهبودیافته را با فیلم‌های پرفروش مدرن مقایسه کرد، و جاش تولنتینو از سیلیکونرا نوشت که این بازی مطابق با خاطرات او از نسخه اصلی است. سم ماچکووچ از ارز تکنیکا پیشرفت‌های بصری را ستود اما احساس کرد که نسخه اصلی نیاز به بازسازی کامل نداشته است، همانند آنچه برای بازی ارواح شیطانی انجام شد. در همین حال، تی‌جی دنزر از شک‌نیوز از تصاویر کم‌کیفیت‌تر در حالت شنوایی انتقاد کرد. منتقدان سیستم نورپردازی بهبودیافته و رابط کاربری مینیمال را ستایش کردند؛ دن سیلور از دیلی تلگراف نورپردازی را شایسته جایزه دانست، و گوروف از ئی‌جی‌ام احساس کرد که بازی با وجود نورپردازی واقعی‌تر، هرگز لحن روایی خود را از دست نداد.

چندین منتقد، مدل‌های بهبودیافته شخصیت‌ها را قوی‌ترین ویژگی قسمت اول دانسته‌اند.

چندین منتقد، مدل‌های بهبودیافته شخصیت‌ها و انیمیشن‌های چهره را بزرگ‌ترین ویژگی بازسازی دانستند. گوروف از ئی‌جی‌ام و ریلی از آی‌جی‌ان معتقد بودند که این تغییرات، بازیگری را مؤثرتر کرده و جزئیات ریز در صورت‌ها عمق بیشتری به هر شخصیت اضافه کرده است. ماچکووچ از ارز تکنیکا این پیشرفت‌ها را با بازی‌های برنده جوایز سینمایی مقایسه کرد. هِستر از گیم اینفورمر نیز اجرای بازیگران را دقیق‌تر و احساسی‌تر ارزیابی کرد، بدون آنکه ناجور یا حالت ناشیانه نسخه اصلی را داشته باشد. جردن میدلر از ویدیو گیمز کرونیکل اظهار داشت که این بازسازی توانسته قصد اصلی داستان و لحظات شخصیتی را که در نسخه اصلی به دلیل محدودیت‌های فنی ممکن نبود، به تصویر بکشد. الکس آوارد از گیمزرادار+ احساس کرد که حتی شخصیت‌های غیرقابل‌بازی (NPC) که به‌طور گذرا دیده می‌شوند، بهتر از جوئل و الی در نسخه اصلی به نظر می‌رسند. دنزر از شک‌نیوز نیز اظهار داشت که شخصیت‌ها دیگر شبیه عروسک به نظر نمی‌رسند و احساسات را به شکلی بهتر منتقل می‌کنند.
منتقدان از بهبودهای صورت گرفته در هوش مصنوعی دشمنان و همراهان تمجید کردند. ماچکووچ از ارز تکنیکا مبارزات بازی را با تریلر از پیش اسکریپت‌شده نسخه اصلی مقایسه کرد و دریافت که اکنون این صحنه‌ها شباهت بیشتری به آن تریلر دارند. جیک دکر از گیم‌اسپات به این نتیجه رسید که این بهبودها باعث ایجاد مواجهه‌هایی پرتنش‌تر و دشوارتر شده‌اند. کوین دانسمور از هاردکور گیمر نیز این نظر را تأیید کرد، اما اشاره کرد که برخی مشکلات «عجیب و غریب» نسخه اصلی همچنان باقی مانده‌اند، از جمله ناتوانی همراهان در دنبال کردن مسیرهای درست. ریلی از آی‌جی‌ان از حذف نام‌های از پیش‌اسکریپت‌شده دشمنان که در قسمت دوم وجود داشت ابراز تأسف کرد، اما بهبودهای صورت گرفته در هوش مصنوعی دشمنان را تحسین کرد. تولنتینو از سیلیکونرا تغییرات را سطحی دانست، زیرا طراحی نقشه‌ها و مواجهه‌ها همچنان مشابه نسخه اصلی باقی مانده‌اند. گوروف از ئی‌جی‌ام رفتار دشمنان را ساده‌انگارانه توصیف کرد و اشاره کرد که آنها برای کمک به متحدان زخمی‌شده خود بیش از حد عجله می‌کنند.
دکر از وب‌سایت گیم‌اسپات اشاره کرد که روند بازی در راستای داستان بهبود یافته و شامل هدف‌گیری دقیق‌تر، اسلحه‌های سنگین‌تر و حرکات آسان‌تر است. سیلور از تلگراف بیان کرد که کنترل‌های به‌روز شده مبارزات را روان‌تر کرده است، در حالی که اوری از وی‌جی۲۴۷ گفت که با وجود باقی ماندن «مقداری خشونت» در کنترل‌ها، در نهایت باعث شدند که برخوردهای مبارزاتی تنش بیشتری پیدا کنند. جین پارک از واشینگتن پست کنترل واقع‌گرایانه سلاح‌ها را تحسین کرد و حرکات جوئل را «به اندازه کافی سنگین» توصیف کرد. به همین ترتیب، ریلی از آی‌جی‌ان اشاره کرد که جوئل و الی سنگین‌تر و واقعی‌تر به‌نظر می‌رسند، اما از نبود مکانیک جاخالی دادن که در قسمت دوم وجود دارد، ابراز تاسف کرد. سایر منتقدان نیز بر این باور بودند که مبارزات و طراحی مراحل به پای قسمت دوم نمی‌رسد، اما مبارزات را بهبود چشمگیری نسبت به نسخه اصلی دانستند. آوارد از گیمزرادار+ تغییرات مبارزات را حداقلی دانست، در حالی که ماچکووچ از ارز تکنیکا اظهار داشت که گیم‌پلی در بدترین حالت «هنوز شبیه یک بازی پلی‌استیشن ۳» است. ویلیام هیوز از ای.وی. کلاب از مبارزات لذت برد، اما اظهار کرد که گاهی می‌تواند از حالت «هیجان‌انگیز» به «ناامیدکننده» تغییر کند.
منتقدان گزینه‌ها و ویژگی‌های جدید بازی را تحسین کردند. دکر از گیم‌اسپات نوشت که «آخرین بازمانده از ما قسمت ۱ استاندارد جدیدی برای دسترسی‌پذیری در بازی‌ها تعیین کرده است». تولنتینو از سیلیکونرا آن را یکی از دسترس‌پذیرترین بازی‌ها خواند، و ماچکووچ از ارز تکنیکا گزینه‌های آن را قوی‌تر از هر بازی دیگری دانست. هیوز از ای.وی. کلاب گزینه‌های دسترسی‌پذیری را تنها افزودهٔ ارزشمند بازی قلمداد کرد، و دنزر از شک‌نیوز توضیحات صوتی صحنه‌های سینمایی را یک ویژگی برجسته دانست. بن بیلیس از آیا می‌توانم آن را بازی کنم؟ دامنه وسیع این قابلیت‌ها را ستود و آن را نمایانگر پتانسیل یک بازسازی موفق دانست، هرچند به برخی مشکلات حرکتی اشاره کرد و پیچیدگی ایجاد تعادل میان گزینه‌ها را نقد کرد. منتقدان همچنین استفاده از بازخورد لمسی کنترلر دوال‌سنس را تمجید کردند، که آن را در کنار بازی «اتاق بازی آسترو» از بهترین استفاده‌ها تا به امروز دانستند. جاش وایز از ویدیوگیمر.کام احساس کرد که این کنترلر به مسابقه‌ها «حس ضربه اضافه کرده است»، و وبستر از ورج استفاده از آن در تیر و کمان را ستود. اورد از گیمزرادار+ معتقد بود صدای سه‌بعدی ترس ناشی از موجودات آلوده را افزایش داده است؛ تنش و وحشت بازی باعث شد وبستر از ورج بدون هدفون بازی کند، و اوری از وی‌جی۲۴۷ صدا را قطع کند، در حالی که بارکر از پوش اسکوئر یادآور شد که اثربخشی این صداها منجر به کاهش استفاده از قابلیت حالت شنوایی شد.

#### نسخه ویندوز
| گردآورنده | امتیاز |
| --------- | ------ |
| متاکریتیک | ۵۹/۱۰۰ |

| ناشر                 | امتیاز |
| -------------------- | ------ |
| پی‌سی گیمر (بریتانیا) | ۵۰/۱۰۰ |
| پی‌سی گیمز            | ۸/۱۰   |
| گیمز ماشین (ایتالیا) | ۹٫۳/۱۰ |
| مری‌استیشن            | ۴٫۵/۱۰ |
| سی‌دی-اکشن            | ۴٫۵/۱۰ |
| گیمینگ‌بولت           | ۵/۱۰   |
| اینورس               | ۶/۱۰   |
| مولتی‌پلیر. ایت       | ۷٫۵/۱۰ |

نسخه ویندوز این بازی بر اساس متاکریتیک نقدهای «مختلط یا متوسط» دریافت کرد؛ این پایین‌ترین امتیاز یک بازی از ناتی داگ محسوب می‌شود. منتقدان نسخه‌های پیش از انتشار را دریافت نکردند و تنها دقایقی قبل از انتشار عمومی بازی به آن دسترسی پیدا کردند. ریچارد لیدبتر از یوروگیمر این بازی را در عمل یک «نسخه بتا» توصیف کرد و بهینه‌سازی ضعیف و نیازهای سخت‌افزاری سنگین آن را مورد انتقاد قرار داد. سالوا فرناندز از مری‌استیشن معتقد بود که این بازی در وضعیت فعلی‌اش آماده انتشار نبوده است، و پیتر هگوال از گیم‌ری‌اکتور آن را «بدترین پورت بهینه‌نشده برای رایانه‌های شخصی» از زمان انتشار جی‌تی‌ای: سه‌گانه – نسخه نهایی در سال ۲۰۲۱ نامید. فیل ایوانیوک از پی‌سی گیمر از اینکه مجبور بود به بازی امتیاز پایینی بدهد ابراز تأسف کرد اما آن را ضروری دانست، زیرا مشکلات موجود «مانعی جدی» برای تجربه بازی بودند.
چندین منتقد از بهبودهای فنی و بصری این نسخه بازسازی‌شده تمجید کردند، اما در عین حال، بهینه‌سازی ضعیف، نیازمندی‌های سیستمی بالا و مشکلات عملکردی آن را مورد انتقاد قرار دادند. شونال دوک از گیمینگ‌بولت آن را غیرقابل‌بازی توصیف کرد، و برخی منتقدان توصیه کردند که تا زمان رفع مشکلات عملکردی، از تجربه آن صرف‌نظر شود. در مقابل، امانوئل فروناتو از گیمز ماشین اعلام کرد که حتی در تنظیمات گرافیکی بالا نیز با هیچ مشکل عملکردی مواجه نشده است. آلساندرو باربوسا از گیم‌اسپات از گزینه‌های گسترده تنظیمات گرافیکی تمجید کرد، اما گرانت استونر از اینورس با وجود تمرکز ناتی داگ بر قابلیت‌های دسترسی عدم امکان تغییر گسترده کلیدهای کنترل را ناامیدکننده دانست. از سوی دیگر، پاوئو رابان از سی‌دی-اکشن کنترلهای پیشفرض صفحه‌کلید را ضعیف ارزیابی کرد و به جای آن، کنترلر را ترجیح داد.
این نسخه از بازی در پلتفرم ویندوز با استقبال ضعیفی از سوی بازیکنان مواجه شد و در استیم بر اساس بیش از ۹٫۰۰۰ بررسی، امتیاز «عمدتاً منفی» دریافت کرد. بررسی‌ها به مشکلات عملکردی مانند نرخ فریم ناپایدار، بهینه‌سازی ضعیف و کرش‌های مکرر اشاره داشتند. برخی از کاربران گزارش دادند که فرایند کامپایل سایه‌زن‌ها ساعت‌ها طول می‌کشد و باگ‌هایی مانند مدل‌های کاراکتری شکسته، رنگ‌های عجیب و غریب و شخصیت‌هایی که به‌طور غیرعادی خیس به نظر می‌رسیدند، مشاهده کردند. با این حال، برخی از کاربران اشاره کردند که حتی روی سیستم‌های ضعیف‌تر نیز مشکلی نداشته‌اند. شرکت ناتی داگ اعلام کرد که شکایات را بررسی کرده و مشکلات را از طریق به‌روزرسانی‌ها برطرف خواهد کرد، و تمرکز اصلی خود را بر روی کاهش زمان بارگذاری سایه‌زن‌ها، بهبود پایداری، حل مشکلات گرافیکی و کرش‌هایی که احتمالاً ناشی از نشتی حافظه هستند، قرار خواهد داد. ناتان اینگراهام از انگجت نوشت که عملکرد بازی پس از اولین به‌روزرسانی در استیم دک بهبود یافته است، هرچند برخی منتقدان و بازیکنان همچنان معتقد بودند که مشکلات پابرجاست. شرکت ولو در اوایل آوریل این بازی را «پشتیبانی‌نشده» اعلام کرد. چند روز بعد، امتیازات بازی در استیم به «متوسط» بهبود یافت. منتقدان توافق داشتند که عملکرد بازی طی چند هفته بهبود یافته است، اما برخی مشکلات همچنان باقی مانده‌اند. در نهایت، این بازی در ماه ژوئن به‌عنوانی «تأییدشده» روی استیم دک شناخته شد.

### جایزه‌ها
بازی آخرین بازمانده از ما قسمت ۱ در بیست و یکمین دوره جوایز انجمن جلوه‌های بصری موفق به کسب جایزه بهترین جلوه‌های ویژه در یک پروژه بی‌درنگ شد. این بازی در چهلمین دوره جوایز گلدن جوی‌استیک نامزد بازی سال پلی‌استیشن، در گیم آواردز ۲۰۲۲ نامزد نوآوری در دسترس‌پذیری و در نوزدهمین دوره جوایز بازی‌های آکادمی بریتانیا نامزد دستاورد فنی شد. بر اساس اعلام پلی‌استیشن بلاگ، این بازی در بخش بهترین ویژگی‌های دسترس‌پذیری و بهترین داستان به عنوان نایب‌قهرمان انتخاب شد و در رده‌بندی بهترین موسیقی متن سال جایگاه سوم را کسب کرد. علاوه بر این، تریلر زمان انتشار بازی در جوایز سرگرمی کلیو ۲۰۲۳ موفق به دریافت جایزه طلایی شد.
| جایزه                    | تاریخ           | رشته                                   | دریافت‌کننده(ها) و نامزد(ها)                          | نتیجه    | منبع    |
| ------------------------ | --------------- | -------------------------------------- | ---------------------------------------------------- | -------- | ------- |
| جوایز بازی بفتا          | ۳۰ مارس، ۲۰۲۳   | دستاورد فنی                            | آخرین بازمانده از ما قسمت ۱                          | نامزدشده | [ ۱۱۲ ] |
| جوایز سرگرمی کلیو        | ۹ نوامبر، ۲۰۲۳  | صدا و جلوه‌ها                           | تریلر انتشار                                         | طلایی    | [ ۱۱۴ ] |
| گیم آواردز               | ۸ دسامبر، ۲۰۲۲  | نوآوری در قابلیت‌های دسترسی             | آخرین بازمانده از ما قسمت ۱                          | نامزدشده | [ ۱۱۱ ] |
| جوایز گلدن جوی‌استیک      | ۲۲ نوامبر، ۲۰۲۲ | بازی سال پلی‌استیشن                     | آخرین بازمانده از ما قسمت ۱                          | نامزدشده | [ ۱۱۰ ] |
| جوایز استیم              | ۲ ژانویه، ۲۰۲۴  | بهترین موسیقی متن                      | آخرین بازمانده از ما قسمت ۱                          | برنده    | [ ۱۱۵ ] |
| جوایز انجمن جلوه‌های بصری | ۱۵ فوریه، ۲۰۲۳  | جلوه‌های بصری برجسته در یک پروژه بی‌درنگ | اریک پانگیلیان، ایوان ولز، ایبن کوک، مری جین وایتینگ | برنده    | [ ۱۰۹ ] |

## فروش‌ها
در ایالات متحده، بازی آخرین بازمانده از ما قسمت ۱ پنجمین بازی پرفروش ماه سپتامبر ۲۰۲۲ بود و در میان بازی‌های پلی‌استیشن، رتبه چهارم را به خود اختصاص داد. در بریتانیا، این بازی در آخر هفته آغازین خود در صدر جدول فروش حضوری هفتگی قرار گرفت. اما در هفته دوم به رتبه چهارم سقوط کرد. با در نظر گرفتن فروش دیجیتالی و فیزیکی، این بازی پنجمین عنوان پرفروش ماه شد. در ژاپن، آخرین بازمانده از ما قسمت ۱ در هفته اول عرضه خود با فروش ۱۰٬۹۵۴ نسخه، پنجمین بازی پرفروش خرده‌فروشی بود. همچنین، این عنوان سومین بازی پلی‌استیشن ۵ با بیشترین دانلود در ماه انتشار خود در اروپا و آمریکای شمالی بود. با این حال، رتبه آن در آمریکای شمالی در ماه اکتبر به یازدهم، در نوامبر به هجدهم و در دسامبر به بیستم سقوط کرد.
پس از انتشار اقتباس تلویزیونی آخرین بازمانده از ما در ژانویه ۲۰۲۳، این بازی به هشتمین بازی پرفروش در آمریکای شمالی و دهمین در اروپا تبدیل شد و در فوریه به ترتیب به جایگاه ششم و هفتم رسید. این بازی در ژانویه به یازدهمین بازی پرفروش در ایالات متحده رسید و نسبت به ماه قبل ۲۵ پله ارتقا یافت. همچنین، در بریتانیا دوباره وارد جدول فروش شد و میزان فروش هفتگی آن ۲۳۸ درصد افزایش یافت و با احتساب فروش دیجیتال، این افزایش به ۳۰۵ درصد رسید همچنین در هفته بعدی ۳۲ درصد بیشتر شد. نسخه ویندوزی این بازی ظرف چهار هفته پس از انتشار، ۳۶۸٫۰۰۰ نسخه فروخت و ۱۵٫۵ میلیون دلار درآمد ایجاد کرد. بر اساس گزارشی از ویرتوس و آی‌دی‌جی، این بازی تا مارس ۲۰۲۴ بیش از دو میلیون نسخه فروخته است و یکی از تنها دو بازسازی (ریمیک) منتشرشده در یک دهه اخیر محسوب می‌شود که به این میزان فروش دست یافته است.